# Густав фон Бентхайм-Текленбург
Густав Мориц Казимир Лудвиг Адолф Август Ото Арнолд Георг Херман Гумбрехт фон Бентхайм-Текленбург (на немски: Gustav Moritz Casimir Ludwig August Otto Arnold Georg Hermann Gumbrecht 4. Fürst zu Bentheim-Tecklenburg; * 4 октомври 1849, Бозфелд, днес Реда-Виденбрюк; † 19 май 1909, Реда) е 4. княз на Бентхайм-Текленбург (1885 – 1909) и шеф на фамилията Бентхайм-Текленбург. Той е член на „Пруския Херенхауз“ (1885 – 1909).

## Биография
Той е третият син на пруския генерал-лейтенант принц Адолф фон Бентхайм-Текленбург-Реда (1804 – 1874) и принцеса Анна Каролина Луиза Аделхайд Ройс млада линия (1822 – 1902), дъщеря на княз Хайнрих LXVII Ройс (1789 – 1867) и принцеса Аделхайд Ройс-Еберсдорф (1800 – 1880).
Густав е пруски обер-лейтенант à la suite и правен рицар на Йоханитския орден. Той наследява на 8 януари 1885 г. неженения си и бездетен чичо княз Херман фон Шьонбург-Валденбург (1800 – 1885).
Умира на 59 години на 9 май 1909 г. в Реда.

## Фамилия
Густав фон Бентхайм-Текленбург се жени на 12 април 1888 г. в Реда за Текла Аделхайд Юлия Луиза фон Ротенберг (* 28 март 1862, Фюрстенау; † 26 януари 1941, Хермсдорф при Дрезден), внучка на граф Албрехт фон Ербах-Фюрстенау (1787 – 1851), дъщеря на граф Адалберт фон Ербах-Шьонберг (1828 – 1867) и (морг.) Шарлота Виленбюхер, направена 1859 г. „фрау фон Ротенберг“ (1839 – 1913). Те имат син:
- Адолф Мориц Казимир Карл Адалберт Хуго Артур (* 29 юни 1889, Реда; † 4 януари 1967, Кьолн), 5. княз на Бентхайм-Текленбург, женен на 26 юли 1922 г. в Дройсиг за принцеса Амелия фон Шьонбург-Валденбург (* 27 април 1902, Лангенцел; † 1995), дъщеря на принц Хайнрих фон Шьонбург-Валденбург (1863 – 1945) и принцеса Олга фон Льовенщайн-Вертхайм-Фройденберг (1880 – 1961), дъщеря на принц Алфред фон Льовенщайн-Вертхайм-Фройденберг (1855 – 1925); има трима сина и една дъщеря.

Вдовицата му Текла фон Ротенберг се омъжва на 5 март 1912 г. за принц Херман фон Шьонбург-Валденбург (* 9 януари 1865; † 20 октомври 1943), най-големият син на саксонския генерал на кавалерията принц Георг фон Шьонбург-Валденбург (1828 – 1900) и сестра му принцеса Луиза фон Бентхайм-Текленбург (1844 – 1922), дъщеря на пруския генерал-лейтенант принц Адолф фон Бентхайм-Текленбург-Реда (1804 – 1874) и принцеса Анна Каролина Луиза Аделхайд Ройс-Шлайц-Гера (1822 – 1902).